# Palacio de Justicia del Condado de Ontonag
El Palacio de Justicia del Condado de Ontonag (en inglés Ontonagon County Courthouse) es un edificio gubernamental ubicado en 601 Trap Street en Ontonagon, una ciudad en el estado de Míchigan (Estados Unidos). Fue incluido en el Registro Nacional de Lugares Históricos en 1980.

## Historia

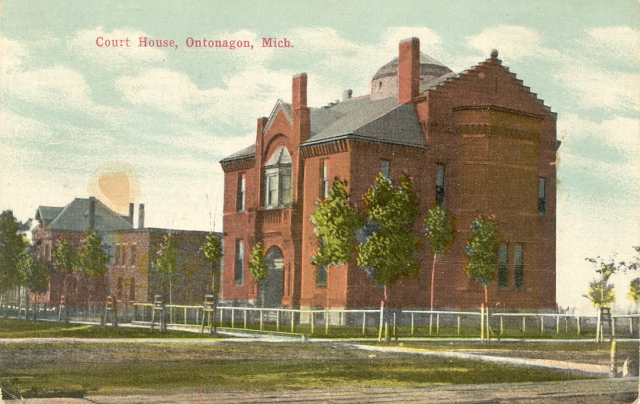
Imagen histórica del edificio

El condado de Ontonagon se creó en 1843 a partir de la parte suroeste del condado de Houghton. Sin embargo, el sitio de la actual sede del condado no se decidió hasta 1858, y la decisión de construir un palacio de justicia adecuado no se tomó hasta 1884. El Palacio de Justicia del Condado de Ontonagon, diseñado por el estudio de arquitectura Charlton, Gilbert & Demar, se completó en 1886.
Diez años después, en 1896, un incendio devastador destruyó la mayor parte de la ciudad, incluido este edificio. Sin embargo, se salvaron los cimientos y las paredes de ladrillo, y se rediseñó y reconstruyó el interior. La casi destrucción de Ontonagon se produjo en un momento tumultuoso en la historia del condado, poco después de que una zona se separara para formar el condado de Gogebic, y otra quería hacer lo mismo. La reconstrucción de la ciudad, su puerto y el palacio de justicia reunió a los ciudadanos del condado.
En 1937 se construyó una adición. A partir de 1980, el condado construyó un nuevo edificio y el antiguo ya no está en uso. A 2016, era propiedad de Jason Pragacz.

## Descripción
El Palacio de Justicia del Condado de Ontonagon es una estructura neorrománica de dos pisos, construida de ladrillo sobre una base de piedra arenisca. Tres lados tienen fachadas similares, una entrada central en un pabellón a dos aguas flanqueado por altas ventanas de doble guillotina. 
Los dinteles de piedra de las ventanas forman parte de un cinturón que rodea el edificio. Hay un ventanal sobre la entrada, y el techo a cuatro aguas tiene buhardillas salientes y una cúpula con techo de vidrio en la cima. La parte trasera luce una adición rectangular.